# Coppa Val d'Olona 1906
La Coppa Val d'Olona 1906, prima e storica edizione della corsa, si svolse il 1º luglio 1906 su un percorso di 180 km. La vittoria fu appannaggio dell'italiano Luigi Ganna, che completò il percorso in 6h37'00", precedendo i connazionali Carlo Galetti e Giovanni Rossignoli.
Sul traguardo di Legnano 9 ciclisti portarono a termine la competizione. 

## Ordine d'arrivo (Top 9)
| Pos. | Corridore           | Squadra    | Tempo    |
| ---- | ------------------- | ---------- | -------- |
| 1    | Luigi Ganna         | OTAV       | 6h38'00" |
| 2    | Carlo Galetti       | OTAV       | s.t.     |
| 3    | Giovanni Rossignoli | Turkheimer | a 2'00"  |
| 4    | Cesare Brambilla    | Bianchi    | a 3'00"  |
| 5    | Eberardo Pavesi     | OTAV       | s.t.     |
| 6    | Pierino Albini      | Legnano    | s.t.     |
| 7    | Francesco Faravelli | -          | a 3'41"  |
| 8    | Mario Lonati        | -          | a 22'00" |
| 9    | Gaetano Calcaterra  | -          | a 39'00" |